# Giovanni De Nicolao
Giovanni De Nicolao (Camposampiero, Padua, Italia, 10 de junio de 1996) es un jugador de baloncesto profesional italiano. Mide 1,91 metros y juega en la posición de base; actualmente pertenece a la plantilla del Napoli Basket de la Lega Basket Serie A italiana.

## Carrera deportiva
Es el hermano menor de Andrea y Francesco De Nicolao, ambos jugadores de baloncesto en la posición de base. Comienza su carrera en equipos menores de Véneto, para luego llegar en 2014 al Vicenza. En 2016, decide probar suerte en los Estados Unidos y durante tres años juega con los UTSA Roadrunners, el equipo de baloncesto de la Universidad de Texas en San Antonio. Terminada la aventura estadounidense, regresa a Italia, donde juega una temporada con la Fortitudo Agrigento en la Serie A2, y luego pasa al Varese, donde disputa tres campeonatos.
En junio de 2023, se despide del equipo lombardo para unirse al Napoli Basket, del cual se convierte en capitán y donde gana la Copa de Italia 2024.

## Internacional
Ha sido internacional con la Selección Sub-20 de baloncesto de Italia.